# Francesco Melzi
Francesco Melzi, född 1493 i Milano, död 1570, var en italiensk renässansmålare.
Melzi var elev och god vän till Leonardo da Vinci, som han arbetade tillsammans med i Rom, Bologna och, 1515, i Frankrike. Hans stil står mycket nära mästarens, till exempel Porträtt av ung kvinna som gudinnan Flora.

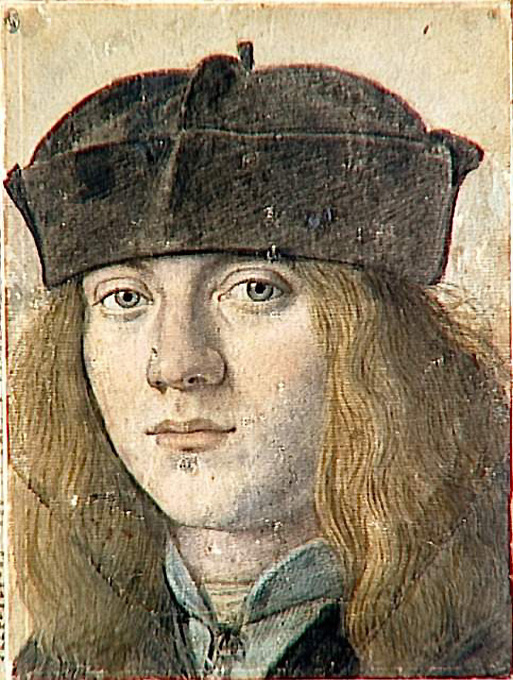
Förmodat självporträtt av Francesco Melzi.
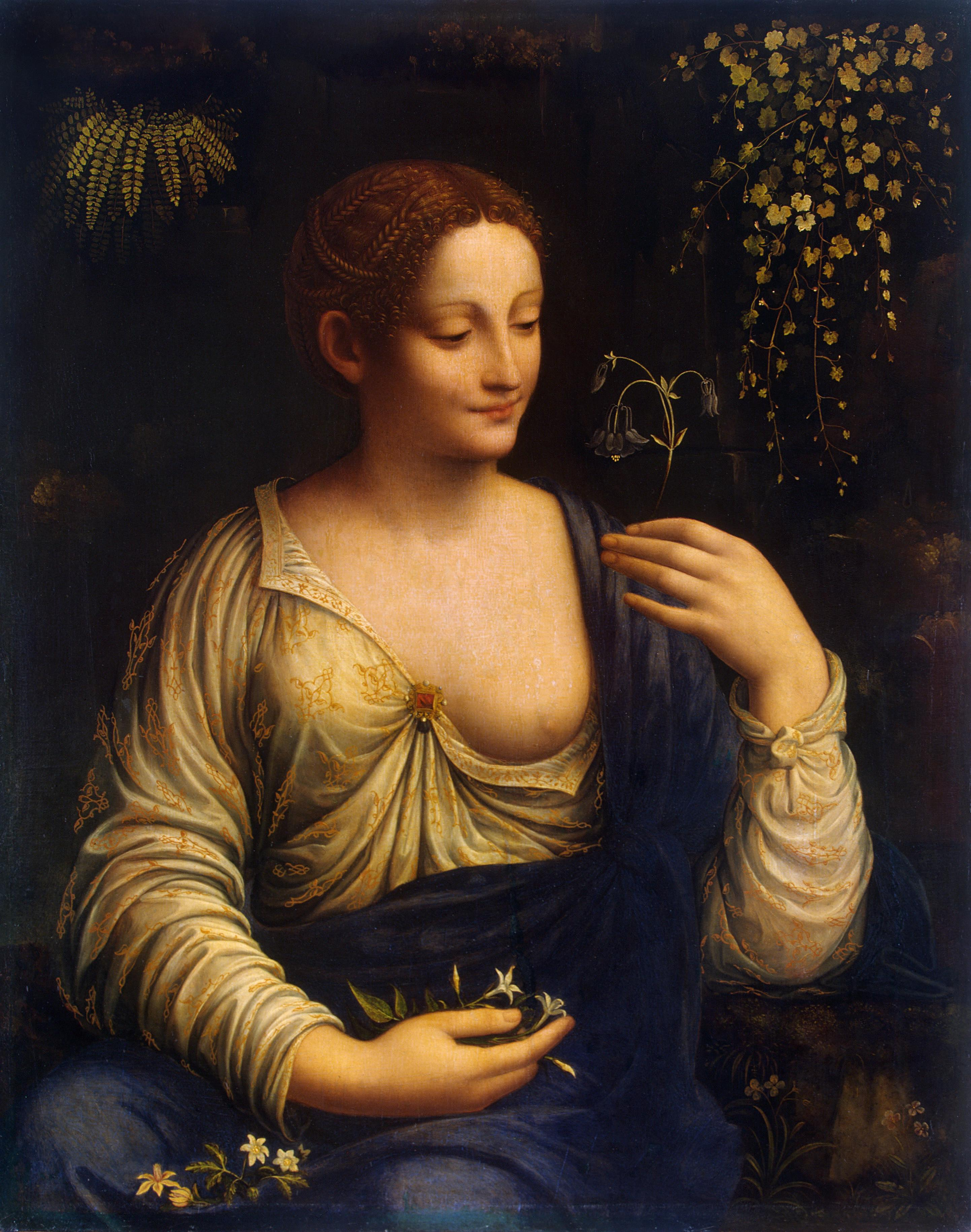
Francesco Melzi - "Porträtt av ung kvinna som gudinnan Flora" (1517-1521). Eremitaget, Sankt Petersburg.